# Dornier Do 335
El Dornier Do 335 Pfeil (‘flecha’ en alemán), también apodado Ameisenbär (‘oso hormiguero’), fue un avión de caza de la Segunda Guerra Mundial construido por la compañía alemana Dornier.
La prestación en el aire del Do 335 era muy superior a la de cualquier otro diseño similar de la época debido a la configuración tractor-impulsor de su propulsión. Es por esto que la Luftwaffe estaba desesperada por que la Flecha entrara en servicio, pero demoras en la entrega de los motores provocaron que sólo un puñado de aviones fuesen entregados antes de la rendición alemana.

## Orígenes
Los orígenes del Do 335 se remontan a la Primera Guerra Mundial, cuando Claudius Dornier diseñó algunos hidroaviones que utilizaban motores impulsores con ejes de transmisión extendidos y después, debido a problemas con los ejes, motores en tándem. Los motores en tándem fueron utilizados en la mayoría de los hidroaviones polimotores de Dornier, incluyendo al famoso Dornier Wal y al gigantesco Dornier Do X. Este tipo de configuración, que intentaba eliminar la resistencia parásita de los propulsores tractores, fue probada en el innovador pero poco exitoso Dornier Do 14, cuyos ejes alargados empleados en el Do 335 también vieron uso en los motores traseros de configuración tándem que utilizaba el hidroavión Dornier Do 26.
En una configuración de motores en tándem, éstos se encuentran instalados «espalda con espalda» en parejas, el motor delantero traccionando y el trasero impulsando. Existen numerosas ventajas en este tipo de composición en comparación con la tradicional configuración de montar un motor en cada ala, siendo la más importante de estas que la resistencia del aire es mucho menor en los motores en tándem que en con los dos motores bajo el ala, proporcionando mejores prestaciones de vuelo. En el Do 335 la localización de la deriva fue modificada de manera que la mitad de ésta quede proyectada en la parte inferior del fuselaje, con el propósito de proteger la hélice trasera de golpes accidentales contra el suelo en las maniobras de despegue.

## Historia

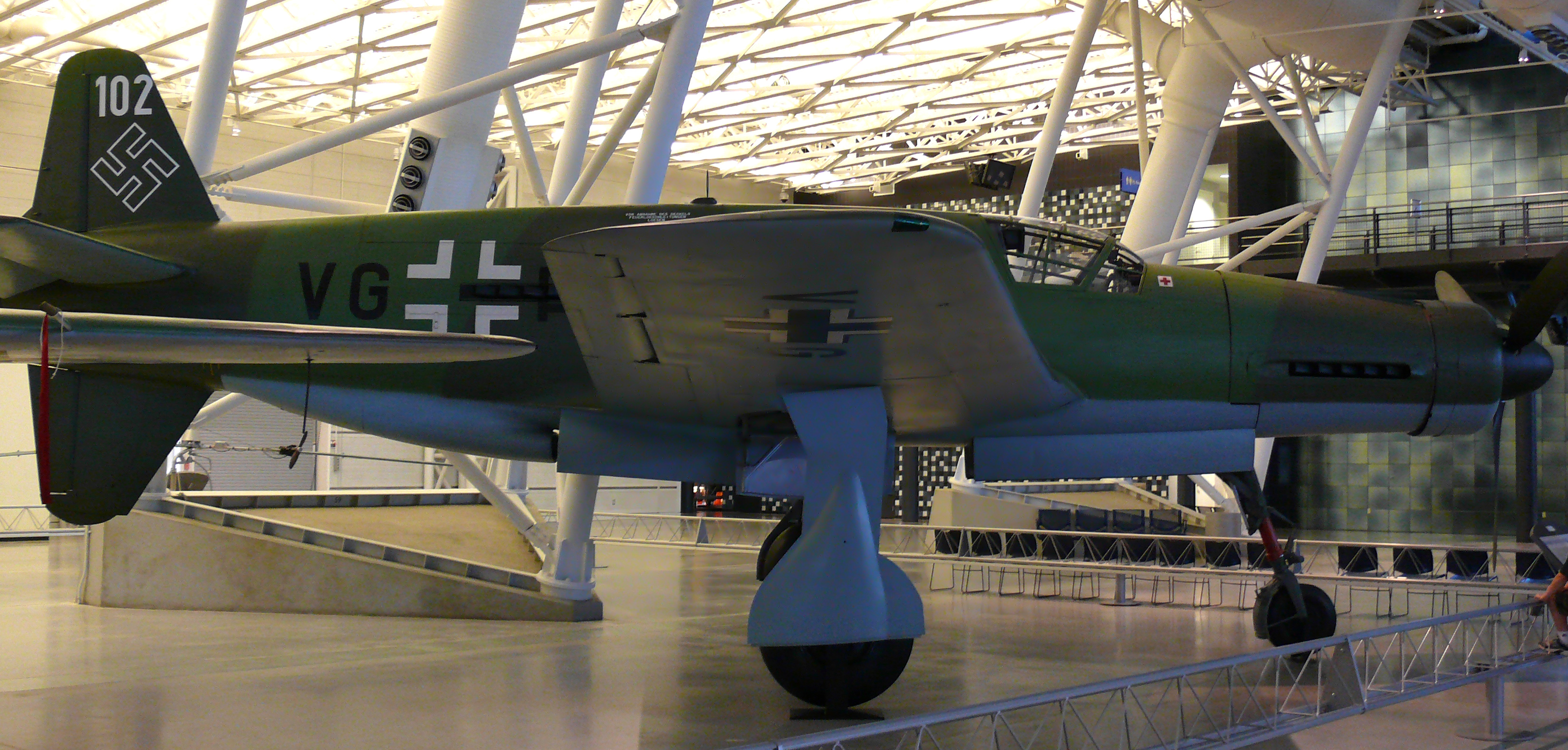
Do 335 Pfeil en el National Air and Space Museum, Washington D. C.

En 1939 Dornier estaba trabajando en un proyecto de bombardero de alta velocidad denominado P.59, que incluía el montaje de motores en tándem. En 1940, comisionó un avión de pruebas para validar su concepto, utilizando una hélice localizada en la parte trasera del fuselaje impulsada por un motor instalado lejos de ella mediante un largo eje de transmisión. Aquel avión, el Göppingen Gö 9, diseñado por Ulrich Hütter y construido por Schempp-Hirth demostró que no existía ninguna dificultad con esta adaptación. Sin embargo, el trabajo en el P.59 fue cancelado a principios de 1940 cuando Hermann Göring ordenó la cancelación de todos los proyectos que no pudiesen terminarse en el plazo de un año.
En mayo de 1942 Dornier presentó una versión mejorada denominada Do P.231, capaz de cargar 1000 kg de bombas, en respuesta a un requisito formulado por la Luftwaffe de un bombardero monoplaza de alta velocidad (otro participante fue el Blohm & Voss BV 155). El P.231 fue seleccionado como el ganador, derrotando diseños de Arado, Junkers y Blohm & Voss, lo que le valió a Dornier un contrato para desarrollarlo como el Do 335. En el otoño de 1942, la Luftwaffe declaró que el Do 335 ya no era necesario, pero que sí se necesitaba un caza multivalente que utilizase la misma configuración. Este hecho retrasó la entrega del prototipo a causa de las modificaciones realizadas para adaptar al avión a su nuevo cometido.
El primer prototipo voló en septiembre de 1943, equipado con dos motores Daimler-Benz DB 603A que le proporcionaban una potencia de 1800 cv al momento del despegue. Los pilotos de pruebas estaban sorprendidos por la velocidad, aceleración, radio de giro y las prestaciones en general del modelo. Era un bimotor que volaba como un monomotor. Los únicos puntos débiles eran su poca visibilidad trasera y la fragilidad de su tren de aterrizaje.
El 23 de mayo de 1944, Hitler ordenó que la producción del Do 335 fuese prioritaria. Sin embargo, la principal línea de producción iba a estar en Manzel, pero un raid de bombarderos en el mes de marzo destruyó las maquinarias, forzando a Dornier a establecer una nueva línea de montaje en Oberpfaffenhofen.

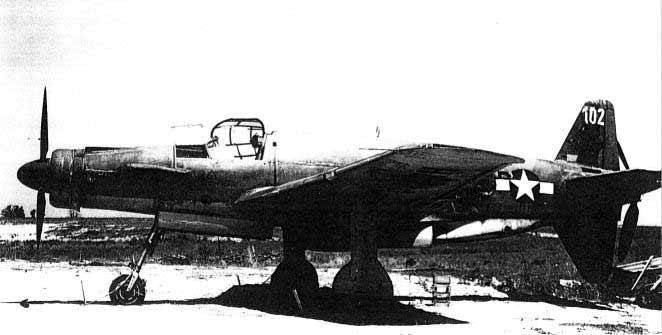
Pruebas efectuadas en Estados Unidos a un Do 335 capturado.

Los primeros diez Do 335A-0 fueron entregados para la realización de pruebas de vuelo en mayo. A finales de 1944, el Do 335A-1 estaba entrando en producción. Esta variante era similar al A-0, sólo que utilizaba motores DB 603 E-1 y tenían dos soportes bajo las alas que podían cargar bombas o tanques auxiliares de combustible. Con una velocidad superior al A-0, el Do 335 A-1 podía superar fácilmente cualquier caza aliado en servicio. Inclusive con un solo motor podía alcanzar los 563 km/h. Las entregas comenzaron en enero de 1945 pero a finales de abril de ese mismo año el Ejército de los Estados Unidos conquistó la fábrica de Oberpfaffenhofen, por lo que sólo once cazabombarderos Do 335A-1 y dos entrenadores de conversión Do 335A-12 fueron completados.
Se proyectaron tres variantes de este diseño, que no llegaron a materializarse: el caza nocturno biplaza Do 435, el Do 535, que debía ser desarrollado conjuntamente con Heinkel (el motor trasero iba a ser reemplazado por un turborreactor diseñado por esta compañía) y el avión de reconocimiento de largo alcance Do 635, que hubiera unido las células de dos Do 335 por medio de una nueva sección alar.

## Primer encuentro con cazas aliados
En su libro "El gran Show", el as francés Pierre Clostermann reclama haber participado en el primer encuentro entre la Flecha y cazas aliados, que tuvo lugar en abril de 1945. El as estaba volando en una patrulla de cuatro Hawker Tempest del escuadrón N.º 3 de la RAF (Royal Air Force, Real Fuerza Aérea Británica) sobre el norte de Alemania, cuando por casualidad interceptaron un solitario Do 335 volando a máxima velocidad a muy baja altura. El piloto alemán detectó rápidamente los aviones británicos y cambió su curso para evadirlos. A pesar de que el Tempest era un avión muy rápido, los aviadores de la RAF no pudieron alcanzarlo o siquiera ponerse en posición de disparo.

## Supervivientes

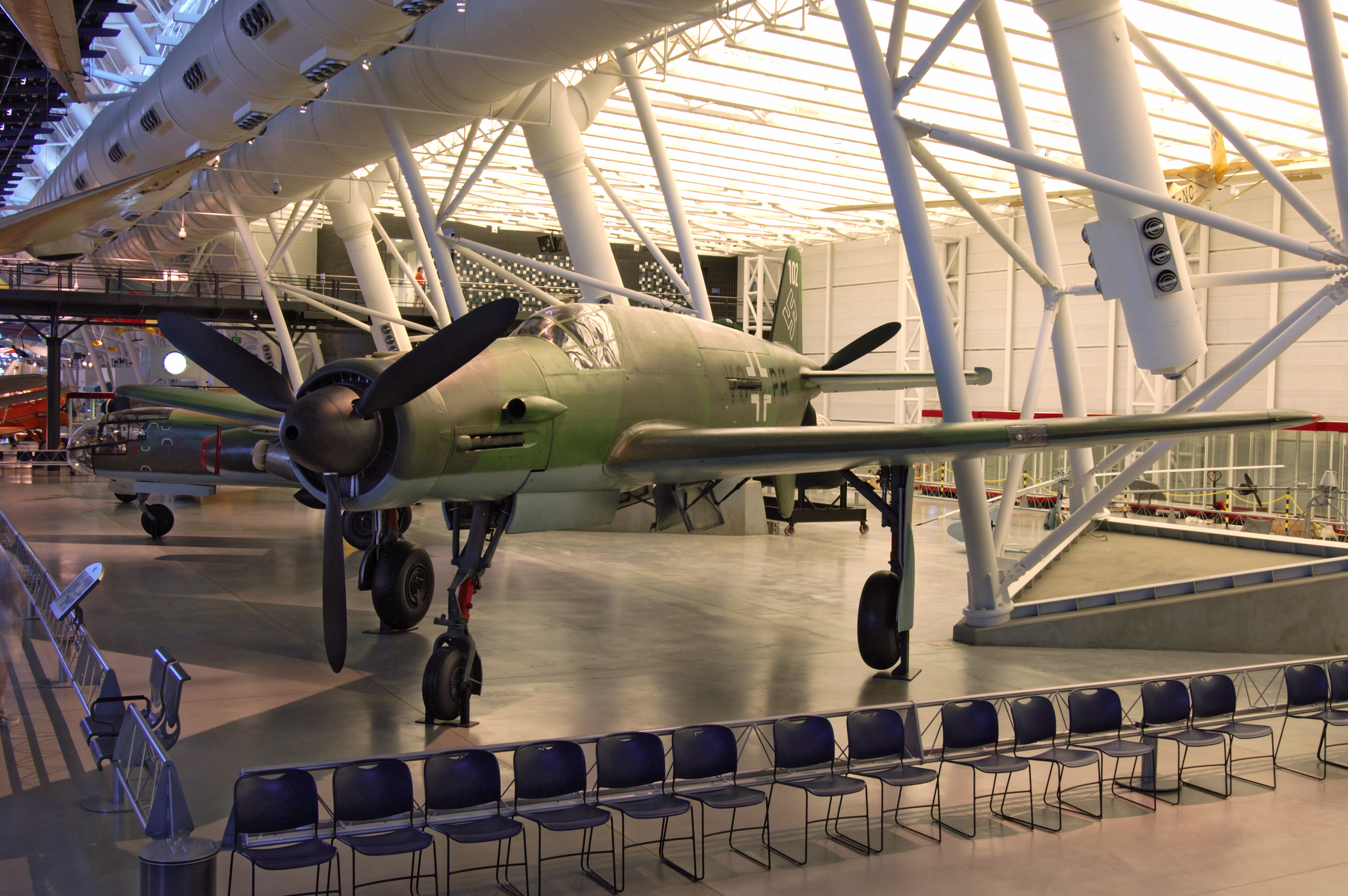
El único Do 335 (VG+PH) sobreviviente se encuentra en Washington D. C., Estados Unidos.

Sólo un Do 335 sobrevive hoy en día, el avión fue el segundo ejemplar de preproducción de la versión A-0, denominado A-02, cuyo número de construcción (Werknummer) es 240102 y el registro de la fábrica es VG+PH. Este ejemplar fue ensamblado en las instalaciones de Dornier en Oberpfaffenhofen el 16 de abril de 1945 y fue capturado por los aliados el 22 de abril en la misma planta. El VG+PH realizó un vuelo de prueba desde un aeródromo poco preparado en Oberwiesenfeld, cerca de Múnich hasta Cherburgo, Francia, siendo escoltado por dos P-51 Mustang que, a pesar de su alta velocidad, llegaron 45 minutos después al destino.
Este avión fue uno de los dos Do 335 en ser enviado por mar a los Estados Unidos a bordo del barco HMS Reaper de la Marina Británica, junto con otros aviones alemanes capturados, con el objetivo de realizar vuelos de pruebas y evaluarlos bajo el programa del Cuerpo Aéreo del Ejército de los Estados Unidos (USAAF, United Status Army Air Force) llamado “Operation Sea Horse” (Operación Caballo de Mar).
- El Do 335, cuyo número de registro es FE-1012, estuvo basado a principios de 1946 en la Base Freeman Field, en Indiana, para que se realizaran pruebas. Su destino es hoy un misterio.

- El VG+PH fue trasladado para su evaluación a instalaciones de la Marina de los Estados Unidos en Maryland, más concretamente al Patuxent River Naval Air Station. Hasta 1948, el avión fue almacenado a la intemperie en la Base Naval de Norfolk, USA. En 1961 fue donado al Smithsonian's National Air Museum (Museo Nacional del Aire Smithsoniano), pero permaneció deteriorándose en Norfolk por unos cuantos años más hasta ser finalmente trasladado al Museo Nacional del Aire y del Espacio situado en Silver Hill, Maryland, EE. UU. En octubre de 1974, el avión retornó a la planta de Dornier en Oberpfaffenhofen, Alemania (que en ese entonces estaba fabricando el Alpha Jet) para que lo restaurasen completamente. Muchos de los empleados de Dornier, que para 1975 habían completado la restauración del avión, habían trabajado en el avión originariamente (en 1945) y estaban asombrados por haber encontrado activados los explosivos que permitían separar la deriva y la hélice trasera en caso de emergencia (para que el piloto pudiese eyectarse sin peligro de ser golpeado por el propio avión o, aún peor, por las hélices). Luego de la restauración, el Do 335 estuvo en exposición en el Airshow (Show aéreo) de Hannover, Alemania desde el 1 al 9 de mayo de 1976. Posteriormente fue prestado al Deutsches Museum en Múnich donde estuvo expuesto hasta 1986, momento en el cual fue trasladado de vuelta a Silver Hill.

El VG+PH puede ser visitado hoy en día en el Centro Steven F. Udvar-Hazy del Museo Nacional del Aire y el Espacio de Silver Hill, junto con otros aviones alemanes del final de la guerra, como el Arado Ar 234, B-2 “Blitz” y el único sobreviviente, sólo que sin restaurar, del Heinkel He 219.

## Especificaciones (Do 335 A-0)

### Características generales
- Tripulación: 1 piloto
- Longitud: 13,85 m
- Envergadura: 13,8 m
- Altura: 4,55 m
- Superficie alar: 55 m²
- Peso vacío: 5.210 kg
- Peso máximo al despegue: 8.590 kg
- Planta motriz: 2× Motor V12 invertido Daimler-Benz DB 603A.
  - Potencia: 1.287 kW (1.750 CV) cada uno.
- Hélices: 1× Tripala por motor.

### Rendimiento
- Velocidad máxima operativa (Vno): 765 km/h
- Radio de acción: 1.160 km (a media carga)
- Techo de vuelo: 11.400 m
- Carga alar: 156,18 kg/m²

### Armamento
- Cañones: 

  - 1× MK 103 de calibre 30 mm en el eje de la hélice delantera (motorkanone)
  - 2× MG 151 de 20 mm
- Bombas: Hasta 1000 kg

### Desarrollos relacionados
- Dornier Do 635
- Dornier P 256

### Aeronaves similares
- De Havilland Hornet
- Messerschmitt Me 410 Hornisse
- Tachikawa Ki-94
- Kyushu J7W
- McDonnell XP-67 Bat

### Secuencias de designación
- Sistema de designación aeronaves del RLM: ← DFS 332 · Fi 333 · Me 334 · Do 335 · Fa 336 ·· Fl 339 · Ar 340 →

### Listas relacionadas
- Anexo:Cazas de la Segunda Guerra Mundial
- Anexo:Aeronaves militares de Alemania en la Segunda Guerra Mundial